# Гуляев, Дмитрий Илларионович
Дмитрий Илларионович Гуляев (1910—1943) — Гвардии капитан Рабоче-крестьянской Красной Армии, участник Великой Отечественной войны, Герой Советского Союза (1944).

## Биография
Родился 30 декабря 1910 года в селе Конь-Колодезь (ныне — Хлевенский район Липецкой области) в рабочей семье. Окончил начальную школу, после чего работал электриком в Воронеже. В 1932—1935 годах проходил службу в Рабоче-крестьянской Красной Армии. В 1938 году окончил курсы младших лейтенантов. В 1941 году был повторно призван в армию. С июня 1942 года — на фронтах Великой Отечественной войны. К сентябрю 1943 года гвардии капитан Дмитрий Гуляев командовал батальоном 22-й гвардейской мотострелковой бригады 6-го гвардейского танкового корпуса 3-й гвардейской танковой армии Воронежского фронта. Отличился во время битвы за Днепр.
23 сентября 1943 года батальон под командованием Дмитрия Гуляева переправился через Днепр в районе села Григоровка Каневского района Черкасской области Украинской ССР, захватил и удержал плацдарм на западном берегу реки до подхода остальных подразделений бригады. Продвинувшись вперёд, батальон освободил Григоровку и овладел господствующей высотой. В течение последующих трёх суток батальон отбил 19 вражеских контратак. 29 сентября 1943 года погиб в бою. Похоронен в Григоровке.
Указом Президиума Верховного Совета СССР «О присвоении звания Героя Советского Союза генералам, офицерскому, сержантскому и рядовому составу Красной Армии» от 10 января 1944 года за «образцовое выполнение боевых заданий командования на фронте борьбы с немецко-фашистскими захватчиками и проявленные при этом отвагу и геройство» был удостоен посмертно высокого звания Героя Советского Союза. Также был награждён орденами Ленина, Красного Знамени, Красной Звезды, медалью.